# Francesco Gattilusio
Francesco Gattilusio (muerto el 6 de agosto de 1384) fue el primer miembro de la familia Gattilusio que gobernó la isla egea de Lesbos.

## Filibustero
La familia Gattilusio procedía de la República de Génova. Los padres de Francesco y su hermano Niccolò de Eno son desconocidas. También fue un patricio de Génova.
Francesco entra en el registro histórico como un filibustero, un término usado para los piratas. En 1354, Francesco y su tripulación desembarcaron en Ténedos. La isla sirvió en su momento como residencia de Juan V Paleólogo, uno de los tres coemperadores en el trono del Imperio bizantino. Sus coemperadores fueron su suegro Juan VI Cantacuceno y su cuñado Mateo Cantacuceno. Juan V y sus parientes políticos estaban en conflicto en ese momento.
Juan V y Francesco entraron en una alianza. Francesco ayudaba a su nuevo aliado recuperar el control de Constantinopla. A cambio Juan le daría la mano de María Paleóloga, su hermana en matrimonio.
A principios de diciembre de 1354, Francesco lideró una pequeña flota a Constantinopla. Se aproximaron a la ciudad por la noche y fingieron que estaban necesitando ayuda. Afirmaron que una de sus naves se estaba hundiendo y pidieron ayuda para salvar la carga de un naufragio. Prometieron una parte de ella a los centinelas de la ciudad por su ayuda. Viendo una oportunidad de lucro, los centinelas abrieron una puerta. Francesco entonces lideró unos quinientos hombres a través de la puerta. Tomaron el mando de las murallas de Constantinopla y levantaron a los ciudadanos de su sueño con gritos a favor de Juan V. Los disturbios en favor de Juan V pronto comenzaron. El 4 de diciembre de 1354, Juan VI renunció a su título y se retiró a un monasterio.

## Señor
Francesco había logrado recuperar el control de la capital para Juan V y eliminó a su principal rival en el campo político. Juan V completó su acuerdo haciendo a Francesco su cuñado. La novia, María Paleóloga, fue la hija de Andrónico III Paleólogo y Ana de Saboya.
El 17 de julio de 1355, Francesco fue recompensado además con el título de Arconte (Señor) de Lesbos. Juan V le había ofrecido la isla como dote por su hermana.
En 1366, Francesco se unió a Amadeo VI de Saboya en una campaña para restaurar la estabilidad del Imperio bizantino. De manera conjunta capturaron Galípoli a Murad I del Imperio otomano después de dos días de enfrentamientos.
En 1369, Francesco acompañó a Juan V en su viaje a Roma que fue diseñado para reconciliar a la Iglesia Ortodoxa con la Iglesia católica.
El 6 de agosto de 1384, un terremoto afectó a Lesbos. Francesco, María y sus dos hijos mayores, Andrónico y Domenico murieron. Sin embargo, el tercer hijo Giacomo sobrevivió. Ascendió en el gobierno de Lesbos bajo el nombre de Francesco II.

## Descendencia
Francesco y María Paleóloga tuvieron tres hijos conocidos:
- Andrónico Gattilusio (c. 1356 - 6 de agosto de 1384).
- Domenico Gattilusio (c. 1358 - 6 de agosto de 1384).
- Francesco II Gattilusio o Francesco II de Lesbos (c. 1365 - 26 de octubre de 1404).